# Liste d'élections en 1941
Chronologie des élections
- 1937
- 1938
- 1939
- 1940
- 1941
- 1942
- 1943
- 1944
- 1945

Cette liste recense les élections organisées durant l'année 1941. Elle inclut les élections législatives et présidentielles nationales dans les États souverains, ainsi que les principaux référendums.
Avec la poursuite de la Seconde Guerre mondiale et l'extension du fascisme et du nazisme sur la majeure partie du continent européen, il n'y a presque aucune élection nationale en Europe en 1941. Les seuls scrutins nationaux qui se déroulent dans des États européens sont deux référendums truqués en Roumanie (mars et novembre), pour consolider la dictature d'extrême-droite au pouvoir, et une votation en Suisse (mars) concernant la règlementation fédérale sur les boissons alcoolisées. (La Suisse est un État neutre.)
Le Royaume-Uni et ses alliés du Commonwealth, qui résistaient seuls aux puissances fascistes, sont rejoints par l'Union soviétique en juillet puis par les États-Unis en décembre, ces derniers ayant été attaqués respectivement par l'Allemagne et par le Japon. À la suite des États-Unis, une grande partie des États des Amériques (Chili, Costa Rica, Cuba, Guatemala, Haïti, Honduras, Nicaragua, Panama, République dominicaine, Salvador) rejoignent formellement le camp des Alliés en décembre.

## Par mois

### Janvier
Il n'y a pas d'élection nationale en janvier 1941.

### Février
Il n'y a pas d'élection nationale en février 1941.

### Mars
| Date    | Pays                | Élections    | Notes | Résultats |
| ------- | ------------------- | ------------ | --- | --- |
| 2 mars  | Chili               | Législatives | Renouvellement de la Chambre des députés et de la moitié du Sénat. | Alternance. Parlement sans majorité. Le Parti radical (centre-gauche, laïc) remporte la majorité relative des sièges dans les deux chambres. |
| 5 mars  | Royaume de Roumanie | Référendum   | Depuis 1938, la Roumanie sévit sous une dictature d'extrême-droite, antisémite, où le roi Carol II concentre l'essentiel des pouvoirs. En septembre 1940, sous pression de l'Allemagne, le roi a nommé Ion Antonescu au poste de premier ministre, et lui a transféré l'essentiel de ses pouvoirs exécutifs. Le référendum est un plébiscite, demandant à la population d'approuver la politique menée par le dictateur. Les électeurs doivent se prononcer oralement ; il n'y a pas de bulletin secret. Si un électeur refuse de se prononcer, son silence est considéré officiellement comme un vote favorable. | Les autorités annoncent que 99,9 % des votants approuvent la politique du gouvernement. Un second référendum a lieu en novembre.             |
| 9 mars  | Suisse              | Référendum   | Référendum d'initiative populaire pour modifier la règlementation fédérale sur la composition des boissons alcoolisées, et pour favoriser l'usage de fruits produits en Suisse dans leur composition. | La proposition est rejetée par 59,8 % des votants.                                                                                           |
| 16 mars | Colombie            | Législatives | | Le Parti libéral conserve la majorité absolue.                                                                                               |

### Avril
Il n'y a pas d'élection nationale en avril 1941.

### Mai
Il n'y a pas d'élection nationale en mai 1941.

### Juin
Il n'y a pas d'élection nationale en juin 1941.

### Juillet
Il n'y a pas d'élection nationale en juillet 1941.

### Août
Il n'y a pas d'élection nationale en août 1941.

### Septembre
Il n'y a pas d'élection nationale en septembre 1941.

### Octobre
Il n'y a pas d'élection nationale en octobre 1941.

### Novembre
| Date       | Pays                | Élections  | Notes | Résultats |
| ---------- | ------------------- | ---------- | --- | --- |
| 9 novembre | Royaume de Roumanie | Référendum | Le référendum est un plébiscite, demandant à la population d'approuver la politique menée par le dictateur pro-nazi Ion Antonescu. En septembre, la dictature a pris la forme d'un « État légionnaire national », où le mouvement paramilitaire Garde de fer (ultranationaliste, fasciste clérical, antisémite) est reconnu comme parti unique. La minorité juive est persécutée, à travers des politiques s'inspirant de l'Allemagne nazie. Le scrutin se déroule dans un climat d'intimidation et de violences orchestrées par la Garde de fer. Les électeurs doivent se prononcer oralement ; il n'y a pas de bulletin secret. Si un électeur refuse de se prononcer, son silence est considéré officiellement comme un vote favorable. | Les autorités annoncent que 100 % des votants approuvent la politique du gouvernement (avec seulement 74 « non » contre près de 3,5 millions de « oui »). |

### Décembre
| Date        | Pays                   | Élections    | Notes | Résultats |
| ----------- | ---------------------- | ------------ | --- | --- |
| 16 décembre | République dominicaine | Législatives | La République dominicaine à cette date est une dictature militaire à parti unique et un État policier. Un culte de la personnalité encense le dictateur Rafael Trujillo, responsable de dizaines de milliers de morts dans son pays. | Ces élections, qui visent à produire une assemblée charger d'amender la Constitution, sont une pure formalité. Les organes de l'État sont entièrement soumis au Parti dominicain (droite) et à l'armée. |